# Marcel Sieberg
Marcel Sieberg (Castrop-Rauxel, 30 april 1982) is een Duits voormalig wielrenner. Hij reed onder meer voor Lotto Soudal, Team Milram, Team HTC-Columbia en Bahrain-Victorious.
Sieberg werd zowel als nieuweling als junior Duits kampioen. Op zijn palmares staan verder ereplaatsen en top-25 noteringen in wedstrijden en klassiekers als de Ronde van Drenthe (gewonnen), GP Jef Scherens (gewonnen), Kuurne-Brussel-Kuurne (tweede), Parijs-Roubaix (zevende), Omloop het Nieuwsblad (vijfde), Gent-Wevelgem (vijftiende), de Ronde van Vlaanderen (23e) en de GP d'Isbergues (zesde).

## Belangrijkste overwinningen
1998
 Duits kampioen op de weg, Nieuwelingen
2000
 Duits kampioen op de weg, Junioren
2001
1e en 4e etappe Ronde van Berlijn
2002
5e etappe etappe Ronde van Berlijn
2004
3e etappe Ronde van de Zuid-Chinese Zee
2005
Ronde van Drenthe
2006
GP Jef Scherens
2012
Ronde van Bochum
2014
Ronde van Bochum
2015
Ronde van Bochum
2016
Ronde van Bochum

## Resultaten in voornaamste wedstrijden
| Jaar | Ronde van Italië | Ronde van Frankrijk | Ronde van Spanje |
| ---- | ---------------- | ------------------- | ---------------- |
| 2007 |                  | 120e                |                  |
| 2008 |                  |                     |                  |
| 2009 |                  |                     | 122e             |
| 2010 | opgave           |                     |                  |
| 2011 |                  | 141e                |                  |
| 2012 |                  | 132e                |                  |
| 2013 |                  | opgave              |                  |
| 2014 |                  | 145e                |                  |
| 2015 |                  | 150e                |                  |
| 2016 |                  | 169e                |                  |
| 2017 |                  | opgave              |                  |
| 2018 |                  | opgave              |                  |
| 2019 |                  |                     |                  |
| 2020 |                  |                     |                  |
| 2021 |                  |                     |                  |

| Jaar | Milaan-San Remo | Gent-Wevelgem | Ronde van Vlaanderen | Parijs-Roubaix | Amstel Gold Race | Omloop Het Nieuwsblad |  | WK op de weg |  | Wereldranglijsten |
| ---- | --------------- | ------------- | -------------------- | -------------- | ---------------- | --------------------- |  | ------------ |  | ----------------- |
| 2007 |                 | 38e           | opgave               | 40e            |                  |                       |  |              |  | 130e (UPT)        |
| 2008 |                 |               | 70e                  | opgave         |                  |                       |  |              |  |                   |
| 2009 |                 | 47e           | 49e                  | 20e            |                  |                       |  | opgave       |  | 221e (UWK)        |
| 2010 |                 | 15e           | 23e                  | opgave         |                  | 5e                    |  | 58e          |  |                   |
| 2011 | 110e            | 50e           | 77e                  | 57e            |                  | 54e                   |  | 96e          |  | 210e (UWT)        |
| 2012 | 104e            | 91e           | 67e                  | opgave         |                  | 50e                   |  |              |  |                   |
| 2013 | 91e             | 59e           | opgave               | 24e            |                  |                       |  |              |  |                   |
| 2014 | 92e             | 55e           |                      | opgave         |                  | 50e                   |  |              |  |                   |
| 2015 | 116e            | opgave        | 62e                  | 36e            |                  | 41e                   |  | 106e         |  |                   |
| 2016 | 166e            | opgave        | 43e                  | 7e             | opgave           |                       |  |              |  |                   |
| 2017 | 165e            | 56e           | opgave               | 24e            |                  |                       |  |              |  | 327e (UWT)        |
| 2018 | 119e            | 60e           | 58e                  | 39e            | opgave           |                       |  |              |  | 304e (UWT)        |
| 2019 | 116e            | opgave        | 63e                  | opgave         |                  |                       |  |              |  |                   |
| 2020 |                 | opgave        |                      |                |                  | opgave                |  |              |  |                   |
| 2021 |                 | 68e           | 99e                  | opgave         |                  | opgave                |  |              |  |                   |

## Ploegen
- 2005 –  Team Lamonta
- 2006 –  Team Wiesenhof AKUD
- 2007 –  Team Milram
- 2008 –  Team Columbia [a]
- 2009 –  Team Columbia-HTC [b]
- 2010 –  Team HTC-Columbia
- 2011 –  Omega Pharma-Lotto
- 2012 –  Lotto-Belisol
- 2013 –  Lotto-Belisol
- 2014 –  Lotto-Belisol
- 2015 –  Lotto Soudal
- 2016 –  Lotto Soudal
- 2017 –  Lotto Soudal
- 2018 –  Lotto Soudal
- 2019 –  Bahrain-Merida
- 2020 –  Bahrain McLaren
- 2021 –  Bahrain-Victorious

Ciolek ·
Gajek ·
Klinger ·
Konečný ·
Leben ·
Odebrecht · 
Radochla ·
Retschke ·
Schmidt ·
Sieberg · 
Sweet ·
Tesař ·
Trampusch · 
Wackernagel ·
Westphal ·
Willwohl ·
Roels (stagiair) ·
Schluter (stagiair) ·
Stauff (stagiair) 
Astarloa ·
Celestino ·
Cortinovis ·
Djoedja ·  
Ghisalberti ·
Grabsch ·
Haueisen ·
Hryvko · 
Jurčo · 
Knees ·
Lancaster ·
Lorenzetto · 
Müller ·
Ongarato ·   
Petacchi ·
Poitschke ·
Rigotto ·
Sabatini ·
Sacchi ·   
Schröder ·
Schwager ·
Scognamiglio ·
Sieberg ·
Siedler ·
Terpstra ·
Velo ·
Zabel ·
Barla (stagiair) ·
Orlandi (stagiair) ·
Salvi (stagiair)
Barry ·
Boasson Hagen ·
Burghardt ·
Cavendish ·
Ciolek ·
Davis ·
Devine ·
Eisel ·
Gerdemann ·
Grabsch   ·
Greipel ·
Hammond ·
Hansen ·
Henderson ·
Hincapie ·
Kirchen ·
Klier ·
Knaven ·
Lewis ·
Löfkvist ·
Martin ·
Pinotti ·
Possoni ·
Raboň ·
Reynés ·
Rogers ·
Sieberg ·
Siwtsow ·
Wiggins ·
Dockx (stagiair)
Albasini ·
Barry ·
Boasson Hagen ·
Burghardt ·
Cavendish ·
Dockx ·
Eisel ·
Grabsch   ·
Greipel ·
Hansen ·
Henderson ·
Hincapie ·
Kirchen ·
Lewis ·
Löfkvist ·
Martin ·
Monfort ·
Pinotti ·
Possoni ·
Raboň ·
Renshaw ·
Reynés ·
Rogers ·
Sieberg ·
Siwtsow
Albasini ·
Bak ·
Cavendish ·
Dockx ·
Eisel ·
Ghyselinck ·
Goss ·
Grabsch ·
Greipel ·
Gretsch ·
Guldhammer ·
Hansen ·
Howard ·
Lewis ·
Martin ·
Monfort ·
Pinotti ·
Raboň ·
Renshaw ·
Reynés ·
Rogers ·
Roulston ·
Saramotins ·
Sieberg ·
Siwtsow ·
van Garderen ·
M. Velits ·
P. Velits
Aerts · Bakelants · Blythe · Boucher · De Clercq · De Greef · Debusschere · Dehaes · Dockx · Gilbert · Greipel · Hansen · Kaisen · Lang · Lloyd · Lodewyck · Neyens · Pujol · Reynés · Roelandts · Sieberg · Van De Walle · Van den Broeck · Vandousselaere · Vanendert · Veikkanen · Willems · Van der Sande (stagiair) 
Bak · Bille · Bulgaç · Cordeel · De Clercq · De Greef · Debusschere · Dehaes · Dockx · Greipel · Hansen · Henderson · Kaisen · Meersman · Neyens · Reynés · Robert · Roelandts · Sieberg · Sohrabi · Van der Sande · Van De Walle · D. Vanendert · J. Vanendert · van Leijen · Vangenechten · Wellens · Van den Broeck · Willems · Sprengers (stagiair) · Wippert (stagiair) 
Bak · Bellemakers · Bille · Bulgaç · Cordeel · De Clercq · De Greef · Debusschere · Dehaes · Dockx · Greipel · Hansen · Henderson · Kaisen · Meersman · Neyens · Reynés · Robert · Roelandts · Sieberg · Van der Sande · Van De Walle · D. Vanendert · J. Vanendert · van Leijen · Vangenechten · Wellens · Van den Broeck · Willems · Broeckx (stagiair) · Carolus (stagiair) 
Armée · Bak · Boeckmans · Breen · Broeckx · De Bie · Debusschere · De Clercq · Dehaes · Dockx · Gallopin · Greipel · Hansen · Henderson · Kaisen · Ligthart · Monfort · Roelandts · Sieberg · Vallée · Van den Broeck · Van der Sande · D. Vanendert · J. Vanendert · Van Genechten · Vervaeke · Wellens · Willems · Benoot (stagiair) · Meurisse (stagiair) · Naesen (stagiair)
Armée · Bak · Benoot · Boeckmans · Breen · Broeckx · De Buyst · De Bie · Debusschere · De Clercq · De Gendt · Dehaes · Dockx · Gallopin · Greipel · Hansen · Henderson · Ligthart · Monfort · Roelandts · Sieberg · Vallée · Van den Broeck · Van der Sande · D.Vanendert · J.Vanendert · Vervaeke · Wellens · Frison (stagiair) · Van Gestel (stagiair) · Van Rooy (stagiair)
Armée · Bak · Benoot · Boeckmans · Broeckx · De Buyst · De Bie · De Clercq · De Gendt · Debusschere · Dockx · Frison · Gallopin · Greipel · Hansen · Henderson · Ligthart · Marczyński · Monfort · Roelandts · Sieberg · Valls · Van der Sande · Vanendert · Vervaeke · Wallays · Wellens · Deltombe (stagiair) · Goolaerts (stagiair) · Shaw (stagiair)
Armée · Bak · Benoot · Boeckmans · De Bie · De Buyst · De Clercq · De Gendt · Debusschere · Frison · Gallopin · Greipel · Hansen · Hofland · Maes · Marczyński · Mertz · Monfort · Roelandts · Shaw · Sieberg · Valls · Van der Sande · Vanendert · Vervaeke · Wallays · Wellens · Wouters · Leysen (stagiair) · Planckaert (stagiair) · Van Gompel (stagiair)
Armée · Bak · Benoot · Campenaerts     · De Buyst · De Gendt · Debusschere · Frison · Greipel · Hansen · Hofland · Keukeleire · Lambrecht · Maes · Marczyński · Mertz · Monfort · Naesen · Shaw · Sieberg · Van der Sande · Vanendert · Wallays · Wellens · Wouters
Agnoli · Arashiro · Bauhaus · Bole · Caruso · Colbrelli · Dennis     · Feng · García · Garosio · Haussler · Koren · Mohorič · A. Nibali · V. Nibali · Novak · Padoen · Pernsteiner · Pibernik · Pozzovivo · Sieberg · Teuns · Tratnik · Wang · Williams
Arashiro · Battaglin · Bauhaus · Bilbao · Bole · Buitrago · Capecchi · Caruso · Cavendish · Colbrelli · Davies · Feng · García Cortina · Haller · Haussler · Inkelaar · Landa · Mohorič · Novak · Padoen · Pernsteiner · Pibernik · Poels · Sieberg · Teuns · Tratnik · Valls · Williams · Wright
Arashiro · Bauhaus · Bilbao · Buitrago · Capecchi · Caruso · Colbrelli  · Davies · Feng · Jack · Haller · Haussler · Inkelaar · Landa · Madan · Mäder · Milan· Mohorič · Novak · Padoen · Pernsteiner · Poels · Sieberg · Teuns · Tratnik · Valls · Williams · Wright